# Brick Lane
Pour les articles homonymes, voir Brick.
Brick Lane (en bengali : ব্রিক লেন) est une longue rue dans le district londonien de Tower Hamlets, dans l'est de Londres, au Royaume-Uni.

## Situation et accès
Elle s'étend de Swanfield Street dans la partie nord de Bethnal Green à Whitechapel High Street au sud par la courte rue de Osborn Street, traversant Bethnal Green Road et le quartier de Spitalfields.
La gare de Shoreditch High Street accessible avec le London Overground, se situe à quelques minutes à pied. Les stations de métro les plus proches sont Aldgate East et Liverpool Street.

## Origine du nom
La rue est mentionnée sous ce nom en 1550 car elle passait à proximité d'un endroit où l'on extrayait de la terre pour fabriquer des briques ou des tuiles.

## Historique
Au cours de l'histoire le quartier a accueilli différentes communautés, flamande, française, juive ; aujourd'hui, elle constitue le cœur du quartier de la communauté bangladaise et indienne de Londres et est surnommée Banglatown.
La rue est, comme une grande partie du quartier, en cours de rapide gentrification.
Le photographe de rue écossais John Thomson en a documenté les métiers dans les années 1860.